# Comuna Žakanje, Karlovac
Žakanje este o comună în cantonul Karlovac, Croația, având o populație de 1.889 de locuitori (2011).

## Demografie
Componența etnică a comunei Žakanje
     Croați (97,51%)
     Sloveni (1,96%)
     Necunoscut (0,21%)
     Neclasificat (0,26%)
Componența confesională a comunei Žakanje
     Catolici (97,99%)
     Necunoscută (0,95%)
     Alte religii (1,06%)
Conform recensământului din 2011, comuna Žakanje avea 1.889 de locuitori. Din punct de vedere etnic, majoritatea locuitorilor (97,51%) erau croați, cu o minoritate de sloveni (1,96%). Apartenența etnică nu este cunoscută în cazul a 0,21% din locuitori. Din punct de vedere confesional, majoritatea locuitorilor (97,99%) erau catolici. Pentru 0,95% din locuitori nu este cunoscută apartenența confesională.